# Helina zumpti
Helina zumpti är en tvåvingeart som beskrevs av Zielke 1970. Helina zumpti ingår i släktet Helina och familjen husflugor. Inga underarter finns listade i Catalogue of Life.